# Sera Kutlubey
Sera Kutlubey (født 24. oktober 1997) er en tyrkisk skuespiller.